# Isaac Denies
Isaac Denies o De Nis (1647 – Delft, 1690) fou un pintor barroc neerlandès, especialitzat en natures mortes de peces de caça, fruites i flors.

## Biografia
El seu lloc de naixement és incert: pot ser que nasqués a Amsterdam o a Delft, la mateixa ciutat on va morir. A la dècada dels 1660 se'l documenta a Amsterdam, on va entrar en contacte amb Willem van Aelst, de qui, per raons estilístiques, se suposa que va ser el seu deixeble. El 1676 es va traslladar a Delft, on va introduir la pintura de natures mortes de flors i peces de caça a l'estil practicat a Amsterdam. El 1686 i 1690 va adquirir dues cases a Delft. Va morir allà el gener de 1690, però va ser enterrat a Amsterdam el 25 de gener del mateix mes.